# Jan van Woerden

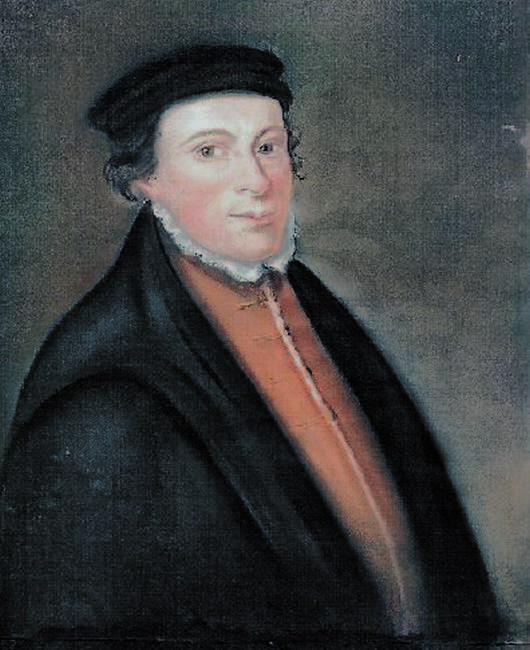
Jan de Bakker (Johannes Pistorius)

Jan van Woerden de Bakker, auch Johannes Pistorius Woerdensis und Jan de Bakker, (* 1499 in Woerden bei Utrecht; † 15. September 1525 in Den Haag) war ein niederländischer evangelischer Märtyrer.

## Leben
Jan van Woerden, dessen Vater als Küster diente, kam schon früh als mit dem Gedankengut von Humanismus und Reformation in Berührung. Die Hieronymus-Schule der Brüder vom gemeinsamen Leben in seinem Heimatort war für beide Richtungen offen. Die katholische Kirche verdächtigte den Rektor, Johannes Rhodius (Hinne Rode), ein Ketzer zu sein, da er die Wandlung der Elemente in der Messfeier leugnete. Der Vater schickte seinen Sohn schließlich nach Löwen (das damals gleichfalls Teil der Spanischen Niederlande war), um die septem artes liberales und Theologie zu studieren. 1522 kehrte van Woerden, nach einem kurzen Aufenthalt in Wittenberg, in seinen Heimatort zurück, um in der heimischen Pfarrei zu Entlastung mitzuwirken. Zudem wirkte er als Pfarrer in Woubrugge. In seinen Predigten zeigte sich, dass er bereits der Reformation zugewandt war. In der Folge wurde er verhaftet und auf Drängen seiner Gemeinde entlassen. Er floh nach Deutschland, kehrte drei Monate später nach Woerden zurück und geriet erneut in Haft. Die Behörden ließen ihn diesmal mit den Auflagen frei, eine Bußwallfahrt nach Rom zu unternehmen sowie drei Jahre seiner Heimat fernzubleiben. Van Woerden verließ die Niederlande jedoch nicht, sondern wirkte als Prediger in den entstehenden evangelischen Gemeinden in den Niederlanden. Nach seiner Rückkehr gab er das Priesteramt auf und wurde Bäcker, was ihm den Beinamen „de Bakker“ einbrachte.
Eine weitere Wende in van Woerdens Leben bedeutete im Frühsommer 1524 die Ausrufung eines Ablasses durch Papst Hadrian VI., der aus dem nahen Utrecht stammte. Sie besagte, dass dem Ablass gewährt würde, der an einer Prozession teilnahm und die Kommunion zwei Mal empfing. Jan van Woerden hatte zwar das Priesteramt niedergelegt, betrachtete sich allerdings immer noch als Diakon. Als solcher nahm er Beichten ab und warnte vor dem Angebot Hadrians: Durch nichts könne sich der Mensch Gottes Gnade verdienen. Vor der erneut drohenden Verhaftung entwich er nach Haarlem, kehrte aber schließlich zurück, obwohl ihm bewusst war, dass eine erneute Verhaftung wahrscheinlich sei.
Als er im Juli 1525 erstmals verhört wurde, blieb er der Linie der Reformatoren treu, indem er darauf verwies, dass er nichts getan habe oder behaupte, was nicht dem biblischen Zeugnis entspreche; er stehe treu zur Kirche und lehne Irrlehren ab, die gegen Gottes Wort gerichtet seien. Er sah sowohl die Niederlegung des Priesteramtes als auch seine Eheschließung als biblisch legitim an. Der Versuch, ihn durch Gespräche mit seinem Vater oder mittels verschärfter Haftbedingungen umzustimmen, um ein Todesurteil zu vermeiden, schlug fehl, zumal ihn sein Vater in seinen Ansichten bestärkte.
Schließlich wurde van Woerden nach einem zwei Monate dauernden Prozess öffentlich zum Tode verurteilt und am 15. September 1525 vor dem Gevangenpoort in Den Haag auf dem Scheiterhaufen hingerichtet.

## Bedeutung
Nachdem die römisch-katholischen Christen 1795 infolge der französischen Okkupation das Bürgerrecht erlangt hatten, sollte 1853 in den Niederlanden die bischöfliche Hierarchie der römisch-katholischen Kirche wiederhergestellt werden. Dagegen protestierten Evangelische mit der Losung:

„Protestanten, weest nu wakker, 
want gedenk een Jan de Bakker!“

„Evangelische, seid nun tapfer, 
wenn ihr gedenkt an Jan de Bakker!“

Nach Jan van Woerden wurde in seiner Heimatstadt eine Straße benannt. An der Grote Kerk (St. Jacobskerk) in Den Haag befindet sich eine Gedenktafel.
In dem an der reformierten Freien Universität von Amsterdam gesungenen Studentenlied Carmen AntiThomaticon wird van Woerden als ein Kämpfer gegen die römische Herrschaft gedeutet.
Die Evangelische Kirche in Deutschland ehrt Jan van Woerden mit einem Gedenktag im Evangelischen Namenkalender am 15. September.